# Atterbury Motor Truck Company

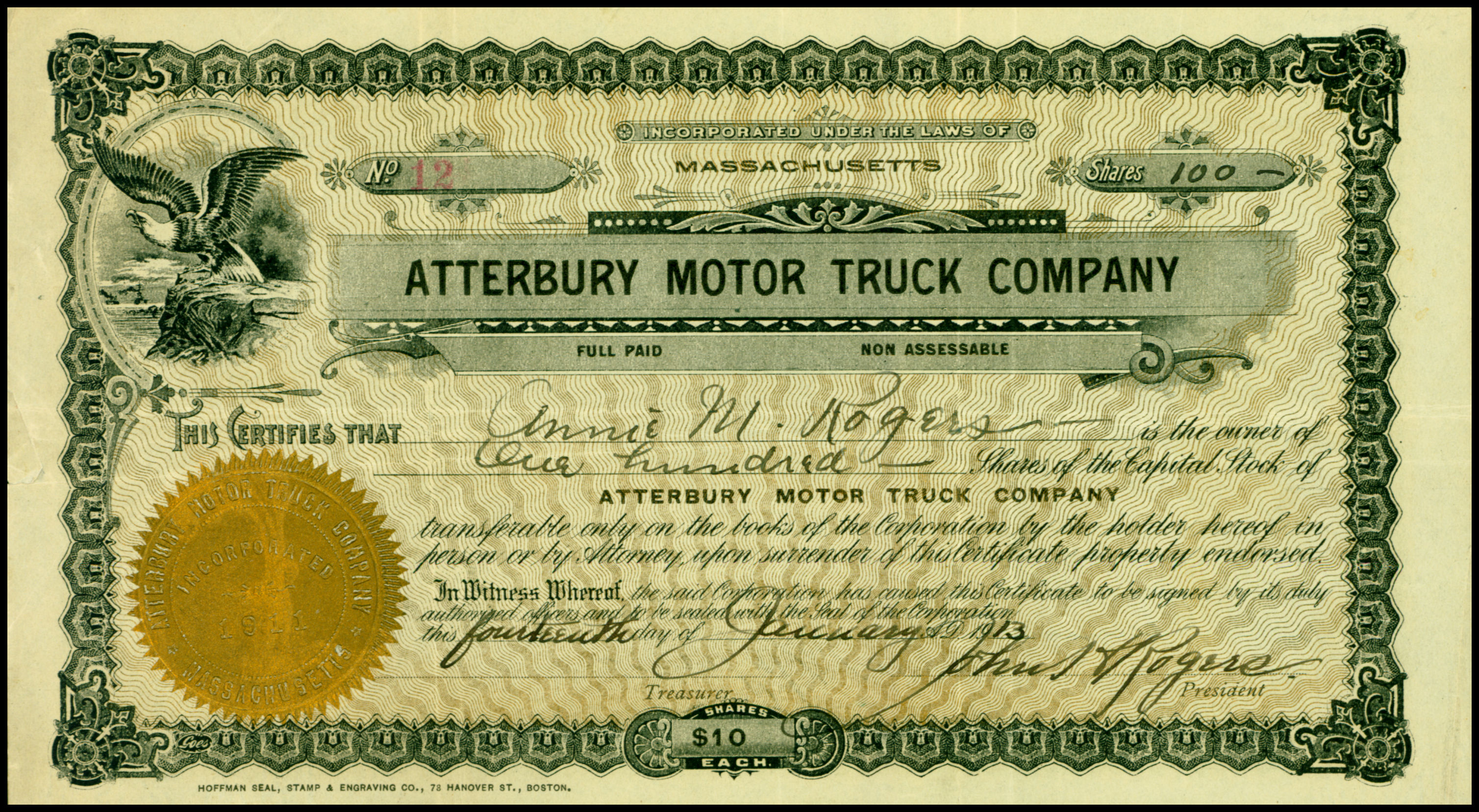
Aktie der Atterbury Motor Truck Company vom 14. Januar 1913

Atterbury Motor Truck Company, vorher Auto Car Equipment Company, Auto Car Manufacturing Company und Atterbury Motor Car Company, war ein US-amerikanischer Hersteller von Kraftfahrzeugen.

## Unternehmensgeschichte
John B. Corcoran, George W. Atterbury und Elmer B. Olmstead gründeten 1903 oder 1904 die Auto Car Equipment Company zur Herstellung von Nutzfahrzeugen. Der Sitz war in Buffalo im US-Bundesstaat New York. 1907 entstanden erstmals Personenkraftwagen, die als Auto Car vermarktet wurden. Später änderte sich die Firmierung in Auto Car Manufacturing Company und im Dezember 1909 in Atterbury Motor Car Company. Als Grund wurde die Verwechslungsgefahr mit Autocar angegeben. Zwischen 1908 und 1910 wurden Nutzfahrzeuge unter dem Markennamen Buffalo angeboten, was ebenfalls zu Verwechslungen führen konnte. 1911 entstanden erneut einige Pkw, die nun als Atterbury angeboten wurden. Im März 1912 folgte die nächste Umfirmierung in Atterbury Motor Truck Company. Erst 1935 endete die Lkw-Produktion.

## Fahrzeuge

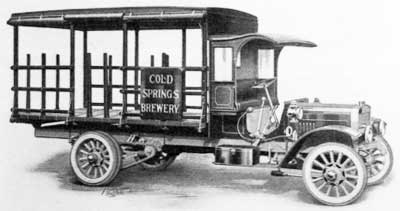
Atterbury Bier-LKW mit Abresch-Aufbau für die Cold Springs Brewery (1913)

Die Lkw bis 1908 hatten wahlweise Otto- oder Elektromotoren. Als Höchstwert werden 6 Tonnen genannt, wobei unklar bleibt, ob das die Nutzlast oder das zulässige Gesamtgewicht war. Außerdem werden Omnibusse angegeben. Buffalo-Nutzfahrzeuge verwendeten ein einheitliches Fahrgestell. Omnibusse waren mit 10 oder 20 Sitzen lieferbar. Etwas später folgten ein Transporter mit 0,5 sh tn und ein LKW mit 2 sh tn Nutzlast. Letzterer war wahlweise mit Vier- oder Sechszylindermotor lieferbar. Dazu kam eine Nutzfahrzeug-Baureihe mit Elektroantrieb, ein weiter Bus, Model F genannt, sowie ein LKW mit 5 sh tn Nutzlast. Das Programm für 1910 bestand aus
- Buffalo Model K 0,5 sh tn
- Buffalo Model O 1,0 sh tn Delivery Van
- Buffalo Model N 2,0 sh tn, Motor 40 HP
- Buffalo Model M 3,0 sh tn, Motor 50 HP
- Buffalo Model S 5,0 sh tn Electric
- Buffalo Model H Omnibus, 20 Plätze

Alle Buffalo hatten Vollgummireifen und Kettenantrieb.
Ende 1910 wurde der Markenname wieder auf Atterbury geändert. Die Lkw hatten Nutzlasten zwischen 1,5 Tonnen und 7 Tonnen. Verschiedene Ottomotoren von Buda, Continental und Lycoming trieben die Fahrzeuge an.
1911 folgte ein zehnsitziger Tourenwagen.